# Riksväg 46
Riksväg 46 är en riksväg som går sträckan Ulricehamn - Falköping - Borgunda (söder om Skövde). Vägens längd är 68 km.

## Beskrivning av sträckan
Vägen har sin sydliga ände i Ulricehamn vid trafikplats Svensholm vid gamla riksväg 40, numera länsväg 1704. Vägen går som vanlig landsväg norrut i riktning mot Falköping och följer Ätrans dalgång de första milen från Ulricehamn och norrut. På sträckan mellan Ulricehamn och Falköping, som är cirka fem mil, passerar vägen genom så mycket som sex orter där hastigheten är sänkt till 50 km/h eller lägre. Detta gör att medelhastigheten mellan Ulricehamn och Falköping är relativt låg jämfört med många andra riksvägar. Vägstandarden mellan orterna vägen passerar genom är dock relativt god med mestadels 80 km/h.
Vid Falköping går vägen i en ringled runt orten och passerar aldrig in i de centrala delarna. Vägen fortsätter sedan i riktning mot Skövde. Jämfört med sträckan mellan Ulricehamn och Falköping så håller sträckan mellan Falköping och Skövde högre standard, framförallt tack vare att antal orter som passeras rakt igenom är starkt reducerade i antal. Vägen slutar i Borgunda en knapp mil söder om Skövde. Den ansluter i en cirkulationsplats till Riksväg 26 som leder hela vägen fram till Skövde och vidare norrut. Tidigare skyltades sträckan mellan Borgunda och Skövde med både nummer 26 och 46, men detta gäller inte längre.
Vägen är vanlig tvåfilig landsväg på hela sin sträcka. Inga planer finns på planskilda korsningar, men vissa plankorsningar byggs om för att öka säkerheten.

## Historia
Vägen har hetat riksväg 46 sedan 1962 då det nuvarande riksvägssystemet infördes. Innan dess från 1940-talet hette vägen länsväg 184 som då gick Ulricehamn–Falköping(–Skara) och länsväg 191 Falköping–Skövde.
Angående vägsträckningen visar kartor från 1800-talet att vägen Ulricehamn–Trädet i stort sett går i samma sträckning som på 1800-talet. Den har dock breddats till normal riksvägsstandard och rätats lätt, men vägen går fortfarande rakt genom alla samhällen. Mellan Trädet och Falköping har den rätats mer kraftigt, med delvis ny väg, då den var ganska krokig där på 1800-talet. Det finns fortfarande ett antal milstenar längs vägen.
Förbi Falköping och norrut är det en väg som har nybyggts på tidiga 1960-talet. 

## Korsningar och anslutande vägar
|  | Nr     | Namn                              | Skyltning                      |
|  | ------ | --------------------------------- | ------------------------------ |
|  | Avfart | Ulricehamn, Trafikplats Svensholm | Ulricehamn; Tranemo            |
|  | Avfart | Ulricehamn, Ulricehamnsmotet      | Ulricehamn; Göteborg Jönköping |
|  |        | i Timmele                         | Vårgårda                       |
|  |        | i Falköping                       | Trollhättan (rv 46 svänger)    |
|  |        | i Falköping                       | Jönköping                      |
|  |        | i Falköping                       | Skara                          |
|  |        | i Borgunda                        | Mariestad Jönköping            |